# Bitwa pod Stanisławczykiem

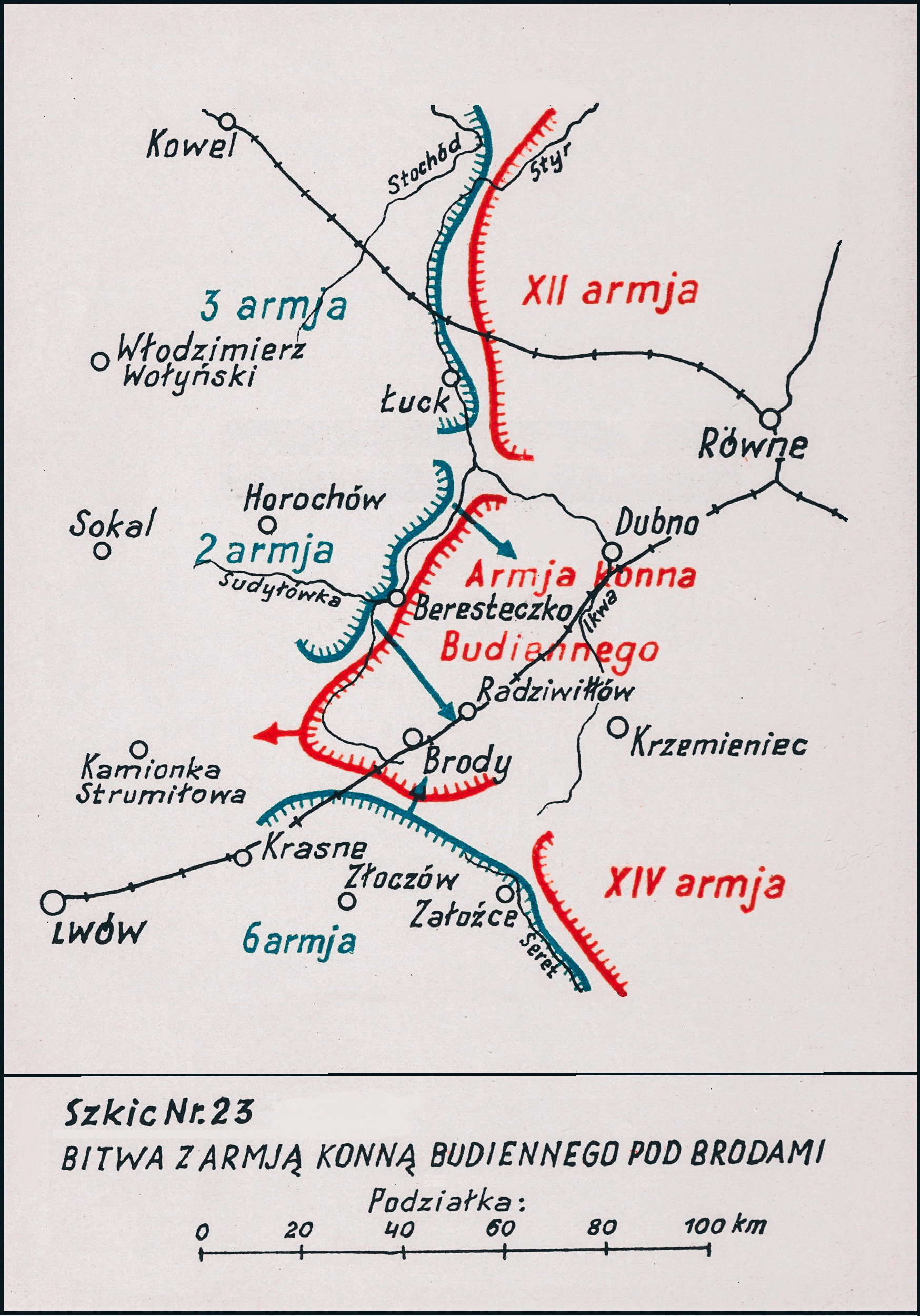
Adam Przybylski,
Wojna polska 1918–1921

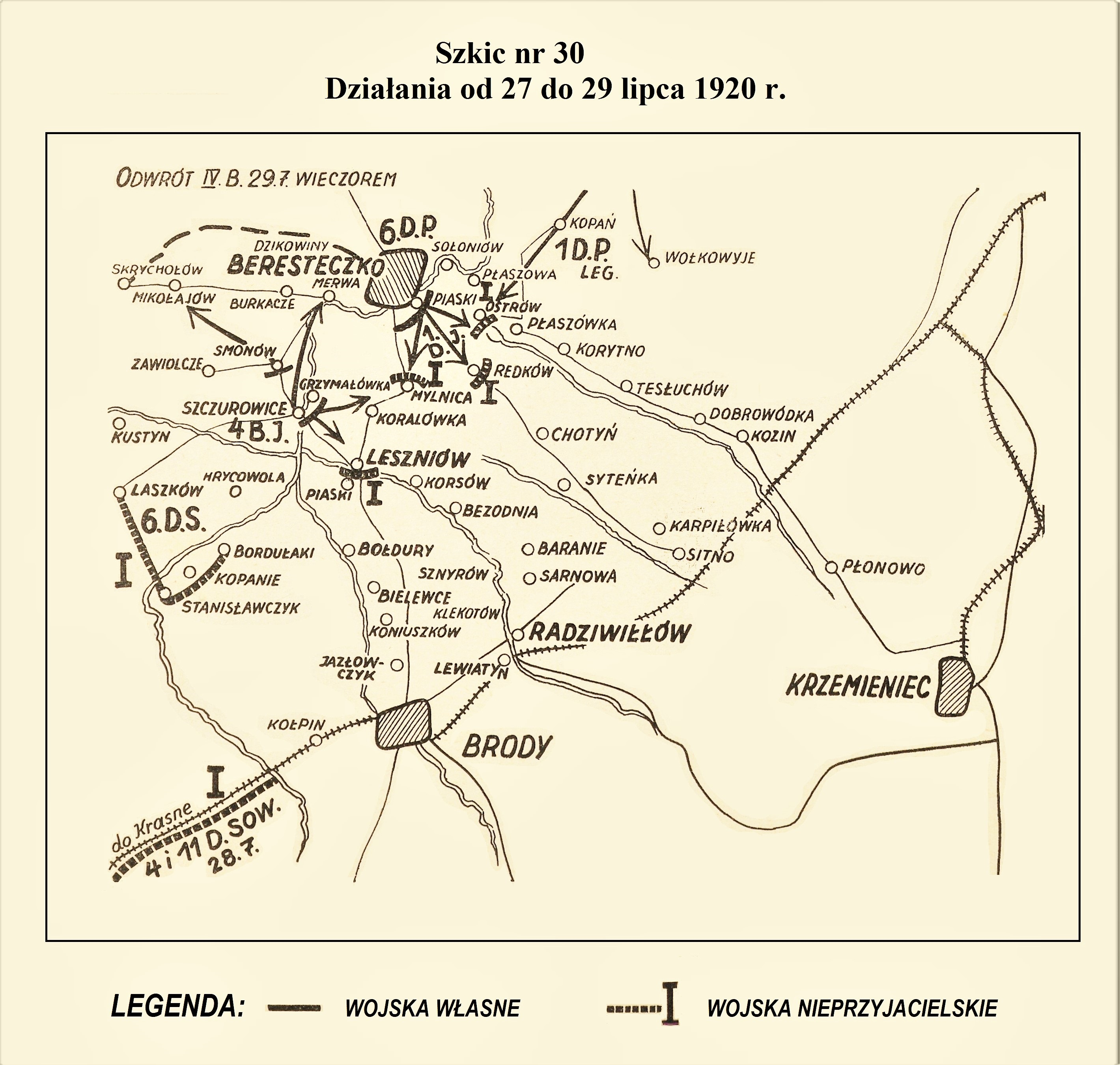
Gen. Kazimierz Raszewski
Wspomnienia z własnych przeżyć do końca roku 1920

Bitwa pod Stanisławczykiem – część bitwy pod Brodami i Beresteczkiem. Walki polskiego 8 pułku ułanów ppłk. Henryka Brzezowskiego i 2 pułku szwoleżerów rtm. Rudolfa Ruppa z 4 Brygady Jazdy płk. Gustawa Orlicz-Dreszera z oddziałami sowieckiej 11 Dywizji Kawalerii komdywa Fiodora Morozowa w okresie ofensywy Frontu Południowo-Zachodniego w czasie wojny polsko-bolszewickiej.

## Geneza
W końcu lipca Naczelne Dowództwo Wojska Polskiego planowało uderzenie na prawe skrzydło nacierających wojsk Michaiła Tuchaczewskiego. Do przeprowadzenia operacji zamierzano użyć także jednostek ściągniętych  z Frontu Południowo-Wschodniego generała Edwarda Rydza-Śmigłego.
Warunkiem sukcesu było wcześniejsze pobicie 1 Armii Konnej Siemiona Budionnego. Zadanie to miała wykonać 2 Armia gen. Kazimierza Raszewskiego w składzie 1 Dywizja Piechoty Legionów, 6 Dywizja Piechoty, XI Brygada Piechoty oraz Grupa Operacyjna Jazdy gen. Jana Sawickiego i samodzielna 4 Brygada Jazdy. Plan zakładał uderzenie z północnego zachodu Grupy Operacyjnej Jazdy i 6 Dywizji Piechoty w kierunku na Brody - Radziwiłłów. Współdziałająca z 2 Armią grupa gen. Franciszka Krajowskiego ze składu 6 Armii miała wiązać część sił konarmii Budionnego na południowym zachodzie.
W tym czasie dowódca sowieckiego Frontu Południowo-Zachodniego Aleksander Jegorow nakazał 1 Armii Konnej Budionnego zdobyć Lwów. Jej dywizje wdarły się w słabo obsadzoną lukę między 2 i 6 Armią, sforsowały Styr, a 4. i 11 Dywizja Kawalerii nacierały w kierunku na Kamionkę Strumiłową. Północne skrzydło 1 Armii Konnej osłaniała walcząca pod Łuckiem 24 Dywizja Strzelców, a południowe 45 Dywizja Strzelców. Natarcie 2 Armii miało rozpocząć się 29 lipca, ale do tego dnia oddziały nie zakończyły koncentracji sił. O wyznaczonej porze ruszyły tylko skrzydła 2 Armii.

## Walki pod Stanisławczykiem
27 lipca pułki 4 Brygady Jazdy płk. Gustawa Orlicz-Dreszera obsadziły odcinek od Merwy po Stanisławczyk. 1 szwadron 8 pułku ułanów bronił odcinka Merwa-Strzemilcze, 16 pułk ułanów Smarzów-Szczurowice, 2 pułk szwoleżerów Laszków-Hrycowola, zaś główne siły 8 pułku ułanów ppłk. Henryka Brzezowskiego zgrupowały się w rejonie Stanisławczyk-Monastyrek. W odwodzie brygady stał w Zawidczu 1 pułk szwoleżerów. Brygada miała za zadanie zabezpieczyć przeprawy przez Styr, a przede wszystkim obronę przyczółków w Szczurowicach i Monastyrku.
29 lipca, w pierwszym dniu bitwy pod Beresteczkiem i Brodami, oddziały 11 Dywizji Kawalerii uderzyły na polską 4 Brygadę Jazdy, odrzuciły 8 pułk ułanów spod Stanisławczyka i ruszyły groblą w kierunku miasteczka. Dowódca 4 Brygady Jazdy wprowadził do walki 2 pułk szwoleżerów rtm. Rudolfa Ruppa. Uderzył on na Kozaków w momencie, kiedy ci wjeżdżali na most na Styrze. Pierwszy do szarży ruszył 4 szwadron por. Andrzeja Kunachowicza, zatrzymał nieprzyjaciela i umożliwił pododdziałom 8 pułku ułanów bezkolizyjny odwrót. Potem oba pułki przystąpiły do obrony linii Styru. Z uwagi na brak amunicji, wspierająca je bateria 4 dywizjonu artylerii konnej wkrótce musiała przerwać ogień, a chwilę potem polski samolot przez pomyłkę zbombardował stanowiska koniowodnych 8 pułku ułanów. W związku z faktem, że kawaleria sowiecka sforsowała rzekę w Monastyrku, dowódca 8 pułku ułanów zrządził odwrót swoich pododdziałów przez Laszków i Zawidcze do Mikołajowa. Odwrót osłaniał 2 szwadron 2 pułku szwoleżerów.

## Bilans walk
Opór polskich pułków zmusił jednostki Budionnego do zaangażowania większych sił, a to ułatwiło koncentrację grupy uderzeniowej 2 Armii w rejonie na północ od Beresteczka. Pomimo niepowodzeń, pułkom 4 Brygady Jazdy udało się w sposób zorganizowany wycofać się na rubież rzeki Sydołówki i Bezimiennej.
W walkach pod Stanisławczykiem 4 Brygada Jazdy poniosła znaczne straty. 8 pułk ułanów stracił ponad 20 zabitych i 90 rannych. W 5 szwadronie zginął podporucznik Stanisław Pokładnik oraz pchor. Jan Tetmajer. W 3 szwadronie zginął podporucznik Zbigniew Haszlakiewicz, ciężko ranni zostali porucznik Eustachy Włodzimierski, podchorążowie Tyszkiewicz i Roguski oraz wachmistrz Simon. 2 pułk szwoleżerów stracił w bitwie jednego oficera i 46 szwoleżerów.